# Werner West
Petter Werner West, född 25 mars 1890 i Tusby, död 6 juli 1959 i Helsingfors, var en finländsk inredningsarkitekt och möbelformgivare. 
West, som var son till fältväbel Petter West och Emilia Fredrika Bergström, företog studieresor i Skandinavien 1920 samt Tyskland och Italien 1923. Han var chef för Kotiteollisuus Oy Pirtti och därefter möbel- och inredningsarkitekt vid Stockmann Oy från 1924. Han var en av dem som införde en internationell funktionell möbelstil i Finland; hans möbler har en mjuk framtoning med väl avvägda proportioner och i likhet med Alvar Aalto använde han böjt och limmat trä. Han utförde inredningar för bland annat riksdagshuset i Helsingfors.